# 佩尔·耶达
佩尔·耶达（瑞典語：Per Gedda，1914年8月28日—2005年7月4日），瑞典男子帆船运动员。他曾代表瑞典参加1936年和1952年夏季奥林匹克运动会帆船比赛，其中1952年奥运会获得一枚银牌。